# Leersia oryzoides
Leersia oryzoides é uma espécie de planta com flor pertencente à família Poaceae. 
A autoridade científica da espécie é (L.) Sw., tendo sido publicada em Nova Genera et Species Plantarum seu Prodromus 21. 1788.

## Portugal
Trata-se de uma espécie presente no território português, nomeadamente em Portugal Continental e no Arquipélago dos Açores.
Em termos de naturalidade é nativa de Portugal Continental e introduzida no Arquipélago dos Açores.

## Protecção
Não se encontra protegida por legislação portuguesa ou da Comunidade Europeia.